# انقلاب یاس چین

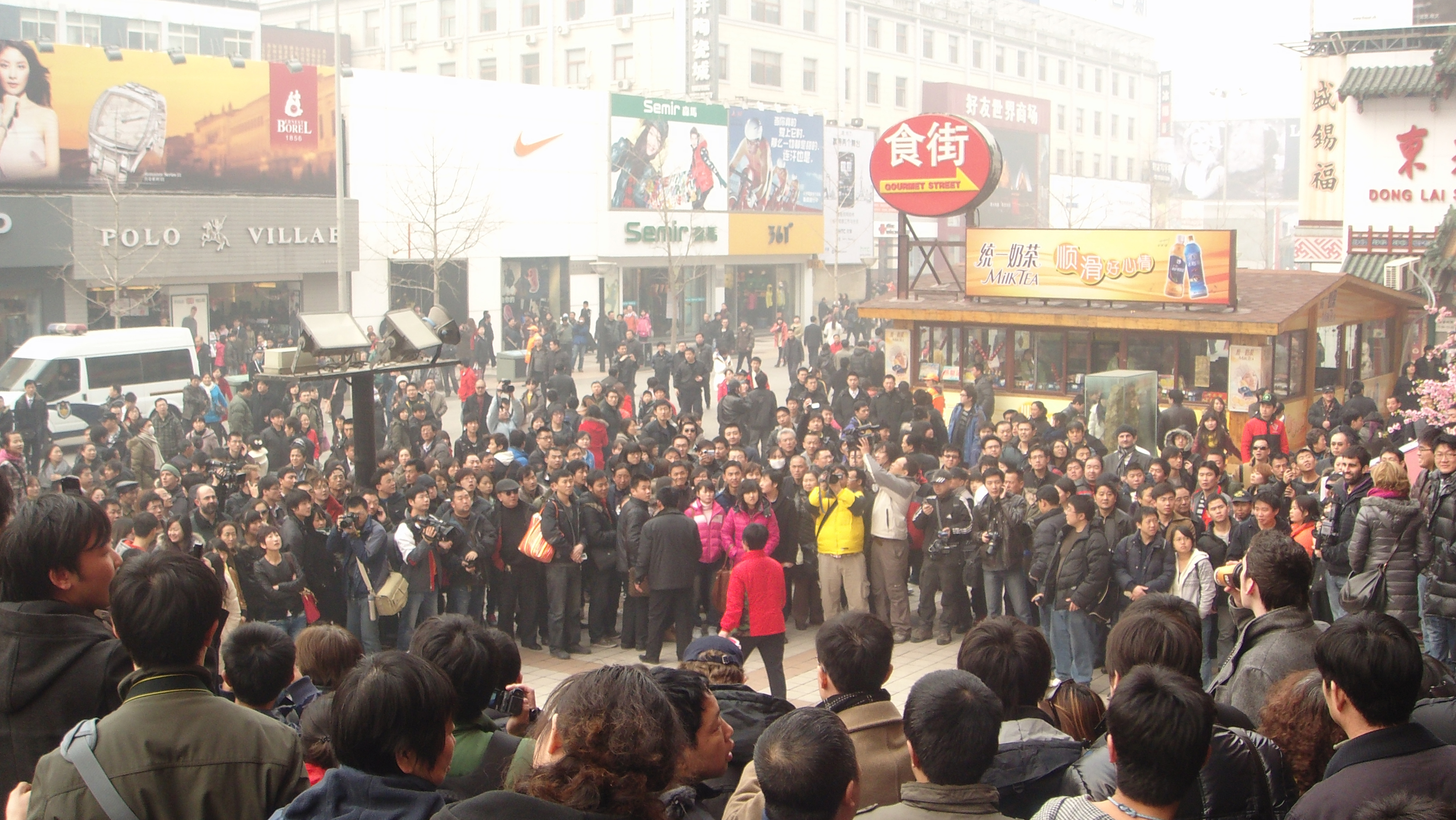
جمعیت گردآمده مردم در شهر بیجینگ وانگ فو جینگ

انقلاب یاس چین، تظاهراتی دموکراسی‌خواهانه در ده‌ها شهر چین و با الهام از انقلاب گل یاس تونس از ۲۰ فوریه تا ۲۰ مارس ۲۰۱۱ بود.
دولت چین، یو فنگ زانگ که یکی از آزادی‌خواهان چینی بود را مقصر این تظاهرات خواند و وی اکنون در استرالیا و در تبعید به سر می‌برد. در حین این تظاهرات، روزنامه‌نگاران بسیاری مورد ضرب و شتم مأموران دولتی چین قرار گرفتند و بسیاری از آن‌ها نیز بازداشت شدند. در روز دوم تظاهرات، به دلیل جو امنیتی خیابان‌ها و وجود مأموران لباس شخصی بسیار و بازداشت خبرنگاران، به‌طور قطع نمی‌توان گفت که افرادی که در خیابان بودند تظاهرات‌کننده بودند یا عابران عادی. در همین روز خبرنگاران خارجی از شبکه بی‌بی‌سی و بلومبرگ توسط مأموران لباس‌شخصی مورد ضرب و شتم قرار گرفتند. در شهر بیجینگ، بازداشت‌های گسترده‌ای انجام گرفت ولی تظاهرات‌کنندگان موفق شدند از بازداشت‌های بیشتر جلوگیری کنند. به دلیل این تظاهرات، ۳۵ فعال سیاسی و وکیل در زندان به سر می‌برند و ۵ نفر آن‌ها نیز به جرم تشویق به براندازی قدرت حکومت، محکوم شدند.

## شخصیت‌های بازداشت‌شده
- رن یونفی